# Charaxes pleistoanax
Charaxes pleistoanax är en fjärilsart som beskrevs av Felder 1866. Charaxes pleistoanax ingår i släktet Charaxes och familjen praktfjärilar. Inga underarter finns listade i Catalogue of Life.